# Rafael Ávalos Rivas
Rafael Ávalos Rivas (1926 - 15 d'abril de 1993) fou un futbolista mexicà.

## Selecció de Mèxic
Va formar part de l'equip mexicà a la Copa del Món de 1954.